# Adrian Benedyczak
Adrian Dawid Benedyczak (Kamień Pomorski, Polonia, 24 de noviembre de 2000) es un futbolista polaco que juega de delantero en el Parma Calcio 1913 de la Serie A.

## Trayectoria

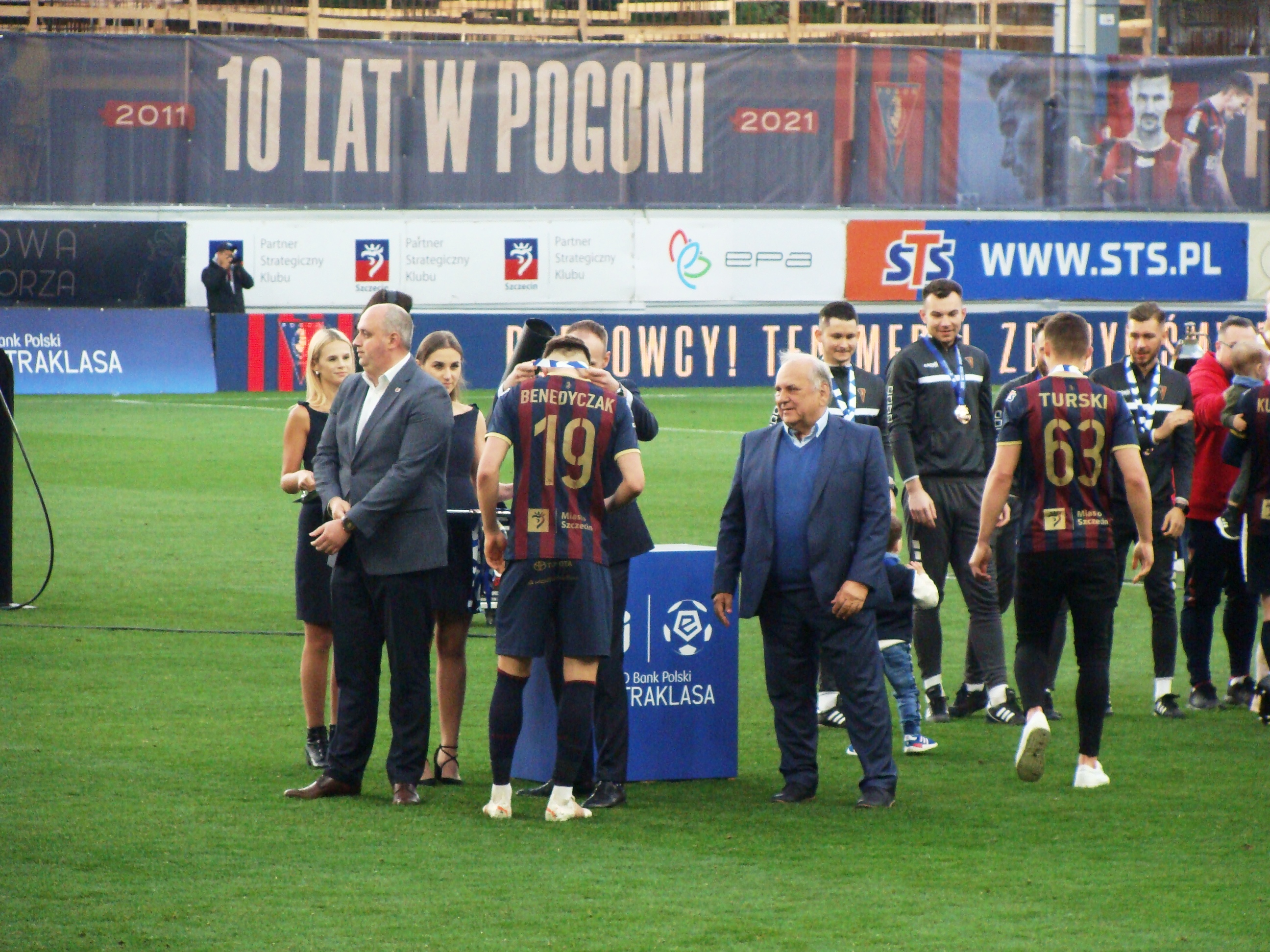
Benedyczak (número 19) con Pogoń Szczecin al final de la temporada 2020-21, recibiendo una medalla de bronce

El 27 de junio de 2021 se unió al Parma Calcio 1913 con un contrato de cuatro años.

## Estadísticas

### Clubes
Actualizado al último partido disputado el 19 de mayo de 2023.
| Club                        | Div.          | Temporada     | Liga  | Liga  | Liga   | Copas nacionales | Copas nacionales | Copas nacionales | Copas internacionales | Copas internacionales | Copas internacionales | Total | Total | Total  |
| Club                        | Div.          | Temporada     | Part. | Goles | Asist. | Part.            | Goles            | Asist.           | Part.                 | Goles                 | Asist.                | Part. | Goles | Asist. |
| --------------------------- | ------------- | ------------- | ----- | ----- | ------ | ---------------- | ---------------- | ---------------- | --------------------- | --------------------- | --------------------- | ----- | ----- | ------ |
| Pogoń Szczecin II · Polonia | 4.ª           | 2016-17       | 2     | 0     | 0      | —                | —                | —                | —                     | —                     | —                     | 2     | 0     | 0      |
| Pogoń Szczecin II · Polonia | 4.ª           | 2017-18       | 10    | 1     | 0      | —                | —                | —                | —                     | —                     | —                     | 10    | 1     | 0      |
| Pogoń Szczecin II · Polonia | 4.ª           | 2018-19       | 5     | 2     | 0      | —                | —                | —                | —                     | —                     | —                     | 5     | 2     | 0      |
| Pogoń Szczecin II · Polonia | 4.ª           | 2019-20       | 4     | 4     | 0      | —                | —                | —                | —                     | —                     | —                     | 4     | 4     | 0      |
| Pogoń Szczecin · Polonia    | 1.ª           | 2017-18       | 3     | 0     | 0      | 0                | 0                | 0                | —                     | —                     | —                     | 3     | 0     | 0      |
| Pogoń Szczecin · Polonia    | 1.ª           | 2018-19       | 12    | 0     | 0      | 1                | 0                | 0                | —                     | —                     | —                     | 13    | 0     | 0      |
| Chrobry Głogów · Polonia    | 2.ª           | 2019-20       | 19    | 5     | 0      | 1                | 0                | 0                | —                     | —                     | —                     | 20    | 5     | 0      |
| Chrobry Głogów · Polonia    | Total club    | Total club    | 19    | 5     | 0      | 1                | 0                | 0                | 0                     | 0                     | 0                     | 20    | 5     | 0      |
| Pogoń Szczecin II · Polonia | 4.ª           | 2020-21       | 2     | 3     | 0      | —                | —                | —                | —                     | —                     | —                     | 2     | 3     | 0      |
| Pogoń Szczecin II · Polonia | Total club    | Total club    | 23    | 10    | 0      | 0                | 0                | 0                | 0                     | 0                     | 0                     | 23    | 10    | 0      |
| Pogoń Szczecin · Polonia    | 1.ª           | 2020-21       | 25    | 3     | 0      | 3                | 0                | 0                | —                     | —                     | —                     | 28    | 3     | 0      |
| Pogoń Szczecin · Polonia    | Total club    | Total club    | 40    | 3     | 0      | 4                | 0                | 0                | 0                     | 0                     | 0                     | 44    | 3     | 0      |
| Parma Calcio 1913 · Italia  | 2.ª           | 2021-22       | 31    | 6     | 1      | 1                | 0                | 0                | —                     | —                     | —                     | 32    | 6     | 1      |
| Parma Calcio 1913 · Italia  | 2.ª           | 2022-23       | 32    | 9     | 1      | 3                | 1                | 0                | —                     | —                     | —                     | 35    | 10    | 1      |
| Parma Calcio 1913 · Italia  | Total club    | Total club    | 63    | 15    | 2      | 4                | 1                | 0                | 0                     | 0                     | 0                     | 67    | 16    | 2      |
| Total carrera               | Total carrera | Total carrera | 145   | 33    | 2      | 9                | 1                | 0                | 0                     | 0                     | 0                     | 154   | 34    | 2      |

## Palmarés

### Campeonatos nacionales
| Título  | Club         | País   | Año     |
| ------- | ------------ | ------ | ------- |
| Serie B | Parma Calcio | Italia | 2023-24 |